# Spencer Prior
Spencer Justin Prior (Southend-on-Sea, 22 april 1971) is een Engels voormalig betaald voetballer die als centrale verdediger speelde. Hij was in de Premier League actief met Norwich City, Leicester City, Derby County en Manchester City. 

## Clubcarrière
Prior begon zijn loopbaan in eigen regio bij Southend United. In 1993 verhuisde hij naar Premier League-club Norwich City, dat na een uitzonderlijke campagne – met een derde plaats – Europees mocht spelen onder leiding van trainer Mike Walker. Op 19 oktober 1993 versloeg Prior de voetbalreus FC Bayern München met Norwich City in de heenwedstrijd van de tweede ronde van de UEFA Cup 1993/94. Het werd verrassend 1–2. Prior speelde de hele wedstrijd naast aanvoerder Ian Butterworth centraal in de defensie. Daarbovenop was Bayern uitgeschakeld omdat de terugwedstrijd op 1–1 eindigde. Dit wordt beschouwd als het summum in de geschiedenis van Norwich.
Van 1996 tot 1998 speelde Prior voor Leicester City, waarmee hij de League Cup won in 1997. In de finale werd Middlesbrough verslagen over twee wedstrijden. Voor Prior was de League Cup het enige eremetaal van zijn loopbaan. Later was hij nog actief voor Derby County en Manchester City. Met die laatste club degradeerde Prior in 2001 uit de Premier League. Na de degradatie met Manchester City tekende Prior een contract bij de Welshe club Cardiff City, waarvoor hij vervolgens drie seizoenen uitkwam. In de laatste stadia van zijn carrière was hij opnieuw bij Southend United te vinden. In 2009 verhuisde hij naar Newcastle Jets uit Australië.
Spencer Prior, die meestal als centrale verdediger speelde, beëindigde zijn loopbaan in 2009 bij amateurclub Manly United op 38-jarige leeftijd (zie foto).

## Als trainer
Vanaf 2016 startte hij een carrière als trainer. In 2023 was hij coach van het vrouwenvoetbalelftal van Papoea-Nieuw-Guinea dat de intercontinentale play-offs in februari 2023 in Nieuw-Zeeland voor het Wereldkampioenschap voetbal vrouwen 2023 speelde.

## Erelijst
Leicester City FC
- League Cup

1997